# Simona Zanini
Simona Zanini (Ashland, 28 giugno 1961) è una cantante e paroliera italo-statunitense.
Legò il suo nome a numerose produzioni musicali del genere italo-disco degli anni ottanta del XX secolo, sia come autrice di testi in inglese che come voce in playback dei progetti cui prese parte, tra i quali Valerie Dore e il gruppo Martinelli.

## Biografia
Italoamericana, è nata nel 1961 ad Ashland, nel Kentucky, ed è cresciuta negli Stati Uniti. Negli anni settanta la famiglia, di origine italiana, si trasferì in Italia e nel 1980 Simona fu scelta dai La Bionda in una selezione su scala nazionale e firmò un contratto con la CBS come cantante del gruppo Oldaxe Band che pubblicò un singolo, Charter, lavorando con alcuni dei musicisti italiani più importanti del momento. Nel 1983 incontrò il musicista e produttore Aldo Martinelli che cercava una cantante di madrelingua inglese per i suoi progetti di dance music e cominciò a collaborare con lui come autrice dei testi e cantante. Il primo singolo fu Feel the Drive sotto il nome d'arte Doctor's Cat. A quello seguì una serie di successi di dance music ai quali Simona forniva i testi e la voce ed Aldo Martinelli eseguiva tutti gli arrangiamenti e le esecuzioni strumentali, nonché molti interventi vocali. Per giustificare le numerose uscite in un breve lasso di tempo le produzioni venivano pubblicate con diversi nomi d'arte pur essendo eseguiti tutti dallo stesso duo. Per il periodo promozionale venivano ingaggiati dei mimi come immagine ad esibirsi in playback nelle apparizioni televisive o in discoteca. Tra i nomi d'arte più famosi c'erano Doctor's Cat, il duo Martinelli, Topo & Roby e Moon Ray (nota in Italia come "Raggio di Luna", con la hit mondiale Comanchero).
Dal 1983, per cinque anni questi diversi nomi, spesso contemporaneamente, si ritroveranno nelle più alte posizioni delle classifiche italiane francesi, tedesche e svizzere meritandosi il disco d'oro. Il loro successo mosse altri produttori a cercare la sua collaborazione  e Simona scrisse il testo e cantò i primi singoli del gruppo Radiorama (Chance to Desire, Hey Hey, Desire), e lavorò, tra altri, con Tony Carrasco (Miko Mission) e poi con Marco Tansini (Ago, Giak, Moonshine). Insieme a Tansini (al tempo suo compagno) ed alla Merak Music realizzò numerosi progetti pop e dance (Diana Barton, John Ryel) culminati col concept album The Legend dell'artista Valerie Dore. Da allora ha continuato a lavorare dietro le quinte come produttore musicale, importatore di dischi,  insegnante e vocal coach. In occasione della pubblicazione del brano di Prezioso feat. Marvin In My Mind, firmato insieme, ha ripreso a collaborare con Aldo Martinelli riunendo i vari nomi d'arte del passato sotto il nome Martinelli.